# Valida
Die Valida Holding AG (Markenname: Valida Vorsorge Management) ist ein 2008 gegründetes Finanzdienstleistungsunternehmen mit Sitz in Wien, Österreich. Der Konzern ist in den Geschäftsfeldern Pensionskasse, Betriebliche Vorsorgekasse für die Abfertigung Neu sowie Consulting für betriebliche Vorsorgekassen tätig und gehört der Raiffeisengruppe an.

## Geschichte
Das Unternehmen wurde im September 2008 als Vorsorge Holding AG mit Sitz im 2. Wiener Gemeindebezirk gegründet.
Im März 2010 wurde die aktuelle Marke "Valida Vorsorge Management" etabliert, unter welcher die damalige ÖPAG Pensionskasse, die ÖVK Vorsorgekasse und die PlanPension Vorsorgeberatung eingegliedert wurden.
Im Juli 2012 verkaufte Siemens die Tochter Siemens Pensionskasse AG an die Valida Holding AG. Teil des Verkaufes waren auch deren Beteiligungen Siemens Mitarbeitervorsorgekasse (MVK) sowie Sielog Systemlogik GmbH. Mit dem Verkauf wurde die Siemens Pensionskasse AG in Valida Industrie Pensionskasse AG umbenannt und die Siemens Mitarbeitervorsorgekasse AG trat von nun an als Valida MVK Plus AG auf. Später wurde die Valida MVK Plus AG mit der Valida Plus AG und die Valida Industriepensionskasse mit der Valida Pension AG verschmolzen.
Anfang 2013 übertrug die Shell Austria Pensionskasse AG ihr Vermögen auf die Valida Pension AG und wurde daraufhin abgewickelt und aufgelöst.
Zum Jahresultimo 2024 erreicht das verwaltete Vermögen der Valida Gruppe einen Wert von EUR 12,71 Mrd. Davon entfallen EUR 7,53 Mrd. auf die Pensionskasse und rund EUR 5,19 Mrd. auf die Vorsorgekasse. Die Kundenzahl insgesamt liegt bei rund 3,13 Millionen, wobei mit rund 2,84 Millionen der Großteil von der Vorsorgekasse serviciert wird.
Für die nachhaltige Veranlagung der Valida Vorsorgekasse sind in einem Nachhaltigkeitskonzept ethische Ausschlusskriterien definiert. Die Österreichische Gesellschaft für Umwelt und Technik (ÖGUT) zeichnet die Valida Vorsorgekasse jährlich für deren Engagement im Bereich Nachhaltigkeit aus.

## Konzernstruktur und Beteiligungen
Die Aktionäre der Valida Holding AG sind die Raiffeisen Bank International AG (57,4 %), die UNIQA Insurance Group AG (40,1 %) sowie die GBG Beteiligungen GmbH (2,5 %).
Die folgenden Gesellschaften stehen im 100-prozentigen Eigentum der Valida Holding AG:
- Valida Pension AG (Pensionskasse)
- Valida Plus AG ist (Mitarbeitervorsorgekasse / Betriebliche Vorsorgekasse)
- Valida Consulting GmbH (Beratungsunternehmen für Vorsorgedienstleistungen)